# Бурашников, Борис Филиппович
Борис Филиппович Бурашников — советский государственный и политический деятель.

## Биография
Родился в 1913 году. Член ВКП(б) с 1943 года.
С 1931 года — на общественной и политической работе. В 1931—1980 гг. — преподаватель школы фабрично-заводского обучения, литературный сотрудник, ответственный секретарь, заведующий Отделом редакции фабричной газеты, главный инженер, директор машинно-тракторной мастерской, заведующий Отделом Народного комиссариата, Министерства сельского хозяйства Туркменской ССР, директор завода, заместитель министра сельского хозяйства Туркменской ССР, заведующий Сельскохозяйственным отделом ЦК КП Туркменистана, министр производства и заготовок сельскохозяйственных продуктов Туркменской ССР, 1-й заместитель председателя СМ Туркменской ССР.
Член ЦК КП Туркменистана, кандидат в члены Президиума ЦК КП Туркменистана, член Президиума — Бюро ЦК КП Туркменистана.
Избирался депутатом Верховного Совета СССР 6-го, 7-го, 8-го, 9-го созывов.
Умер в 1980 году в Ашхабаде.